# 小西隆佐
小西隆佐（平假名：こにし りゅうさ，？—1592年）是战国时代、安土桃山时代的富商，也是丰臣秀吉的家臣，是小西行长之父、小西弥左卫門（次忠、行正）之子。

## 简介
永禄八年（1565年），师事路易斯·弗洛伊斯，成为吉利支丹，洗礼名是ジョウチン。天正十三年（1585年）成为丰臣秀吉的部下，担任河内国、和泉国蔵入地代官。天正十五年（1587年），在九州征伐中负责军粮补给。天正十八年（1590年）11月4日，担任法眼。天正二十年（1592年），朝鲜之役开始时，进入名护屋城，随后病逝。